# Никитинцы (Ивано-Франковский район)
Никитинцы (укр. Микитинці) — село в Ивано-Франковской городской общине Ивано-Франковского района Ивано-Франковской области Украины.
Население по переписи 2001 года составляло 3268 человек. Занимает площадь 1,268 км². Почтовый индекс — 76494. Телефонный код — 0342.